# Hans Mengel
Hans Mengel (* 6. Februar 1917 in Köln; † 1. Januar 1943) war ein deutscher Fußballspieler. Der Außenläufer von TuRU Düsseldorf bestritt am 20. März 1938 in Nürnberg beim 1:1 gegen die Nationalmannschaft Ungarns sein einziges Länderspiel für die A-Nationalmannschaft.

## Karriere

### Verein
Mengel gehörte den Blau-Weißen von TuRU Düsseldorf an und spielte von 1935 bis 1942 in der Gauliga Niederrhein,  einer der 16 Gauligen zur Zeit des Nationalsozialismus als einheitlich höchste Spielklasse im Deutschen Reich. Von Beruf war er Expedient.
Mit seinem Verein als Neuling in dieser Spielklasse gestartet, konnte diese auch bis 1942 gehalten werden. Der fünfte Platz in der Saison 1936/36 war die beste Platzierung, die er mit der Mannschaft an der Seite von Mitspielern wie Helmut Albrecht und Walter Graf – beide Sieger im Reichsbundpokal 1936/37 mit dem Niederrhein – in der Gauliga Niederrhein erreichte. Zum Wehrdienst einberufen, fiel er im Zweiten Weltkrieg im Januar 1943 an der Ostfront.

### Nationalmannschaft
Sein einziges Länderspiel für die A-Nationalmannschaft bestritt er am 20. März 1938 in Nürnberg, drei Monate vor der Weltmeisterschaft in Frankreich, bei einem 1:1 gegen die Nationalmannschaft Ungarns. Der 21-jährige Debütant vertrat Andreas Kupfer und hatte es in den Zweikämpfen zumeist mit dem Supertechniker Gyula Zsengellér zu tun. Gemeinsam mit Albin Kitzinger und Ludwig Goldbrunner bildete er als linker Außenläufer die deutsche Läuferreihe im Team von Reichstrainer Sepp Herberger. Herberger hatte einen Doppelländerspieltag angesetzt und ließ in Wuppertal eine B-Elf gegen Luxemburg antreten. Beim dortigen 2:1 traten Walter Berg, Wilhelm Sold und Erwin Schädler in der Läuferreihe an. Die starke Konkurrenz im Lauf wurde noch wesentlich durch die zwei Mitglieder der Breslau-Elf, Kupfer und Rudolf Gellesch, geprägt.
In den WM-Kader für das Turnier in Frankreich reichte es für den jungen Spieler aus Düsseldorf dann nicht, aber in den Reihen der Gauauswahl des Niederrheins nahm er im Juli 1938 am Deutschen Turn- und Sportfest 1938 in den Spielen gegen Baden (3:4) und Bayern (4:5) teil, sowie am Wettbewerb um den Reichsbundpokal 1938/39 im Dezember 1938 gegen Südwest (7:0) und im Januar 1939 gegen Bayern (1:3).